# Związek Węgrów Wojwodiny
Związek Węgrów Wojwodiny (węg. Vajdasági Magyar Szövetség, VDMS; serb. Savez vojvođanskih Mađara / Савез војвођанских Мађара, SVM) – serbska centroprawicowa partia polityczna reprezentująca mniejszość węgierską z Wojwodiny.

## Historia
Założycielem związku był József Kasza. Ugrupowanie powstało jako ruch polityczny 18 czerwca 1994, a 17 czerwca 1995 przekształciło się w partię polityczną. W 1996 uzyskało trzyosobową reprezentację w parlamencie federalnym Jugosławii, a w 1997 wprowadziło czterech posłów do serbskiej Skupsztiny. W 2000 partia współtworzyła szeroką koalicję pod nazwą Demokratyczna Opozycja Serbii, uzyskując kilka miejsc w parlamencie krajowym kolejnej kadencji. József Kasza objął wówczas stanowisko premiera. W 2003 związek współtworzył wyborczą koalicje Razem na rzecz Tolerancji, która nie przekroczyła wyborczego progu. Wkrótce władzę w partii przejął István Pásztor. Po jego śmierci w 2023 na czele SVM stanął jego syn Bálint Pásztor.
W kolejnych wyborach partia startowała samodzielnie (2007, 2012, 2014, 2016, 2020, 2022 i 2023) lub w ramach lokalnej Koalicji Węgierskiej (2008), uzyskując kilkuosobowe reprezentacje w Zgromadzeniu Narodowym. W 2020 związek odnotował najlepszy wynik w wyborach krajowych (zbojkotowanych przez główne ugrupowania opozycyjne), wprowadzając 9 przedstawicieli do serbskiego parlamentu.
Partia weszła też do regionalnego rządu w Wojwodinie. Początkowo była w koalicji z Partią Demokratyczną, później nawiązała współpracę z Serbską Partią Postępową.